# 砥石崩れ
砥石崩れ（といしくずれ、戸石崩れ）とは、天文19年（1550年）9月に信濃国小県郡（長野県上田市）の砥石城（戸石城）において、甲斐国の戦国大名・武田晴信（信玄）と北信濃の戦国大名・村上義清との間で行われた合戦。

## 背景
戦国時代の信濃・甲斐においては、甲斐国で守護・武田信虎による国内統一が達成され、信虎は天文4年（1535年）9月に信濃国諏訪氏と同盟を結んだ。信虎は信濃では村上義清とも同盟を結ぶと、天文10年（1541年）5月25日には武田・諏訪・村上三者の同盟により信濃佐久郡・小県郡へ侵攻し、海野平合戦において滋野一族を上野へ追放する。天文10年（1541年）6月14日には信虎の嫡男・晴信（信玄）により信虎は駿河今川氏のもとへ追放され、晴信が家督を相続する。晴信は信虎の外交方針を転換し、天文11年（1542年）には武田氏・村上氏に断りなく関東管領・山内上杉氏と和睦し領地を割譲した諏訪頼重との同盟を手切とすると、頼重を滅ぼし信濃諏訪郡を領国化した。
晴信はその後も信濃侵攻を本格化させ、信濃守護で林城主の小笠原長時や信濃国衆・村上義清・関東管領の上杉憲政らと敵対する。天文19年（1550年）7月には小笠原長時を破って信濃中南部の大半を制圧した武田晴信は、いよいよ信濃北部・東部の平定を目指して同年9月に北信濃の戦国大名・村上義清の出城である砥石城攻略に乗り出した。晴信は天文17年（1548年）の上田原の戦いで義清に大敗していたこともあり、その復仇を目指しての戦いでもあった。また、この城を落とせば、村上氏の東信濃における防衛線が大きく後退するため、戦略上も戦術上も重要な戦いでもあった。

## 砥石城攻め

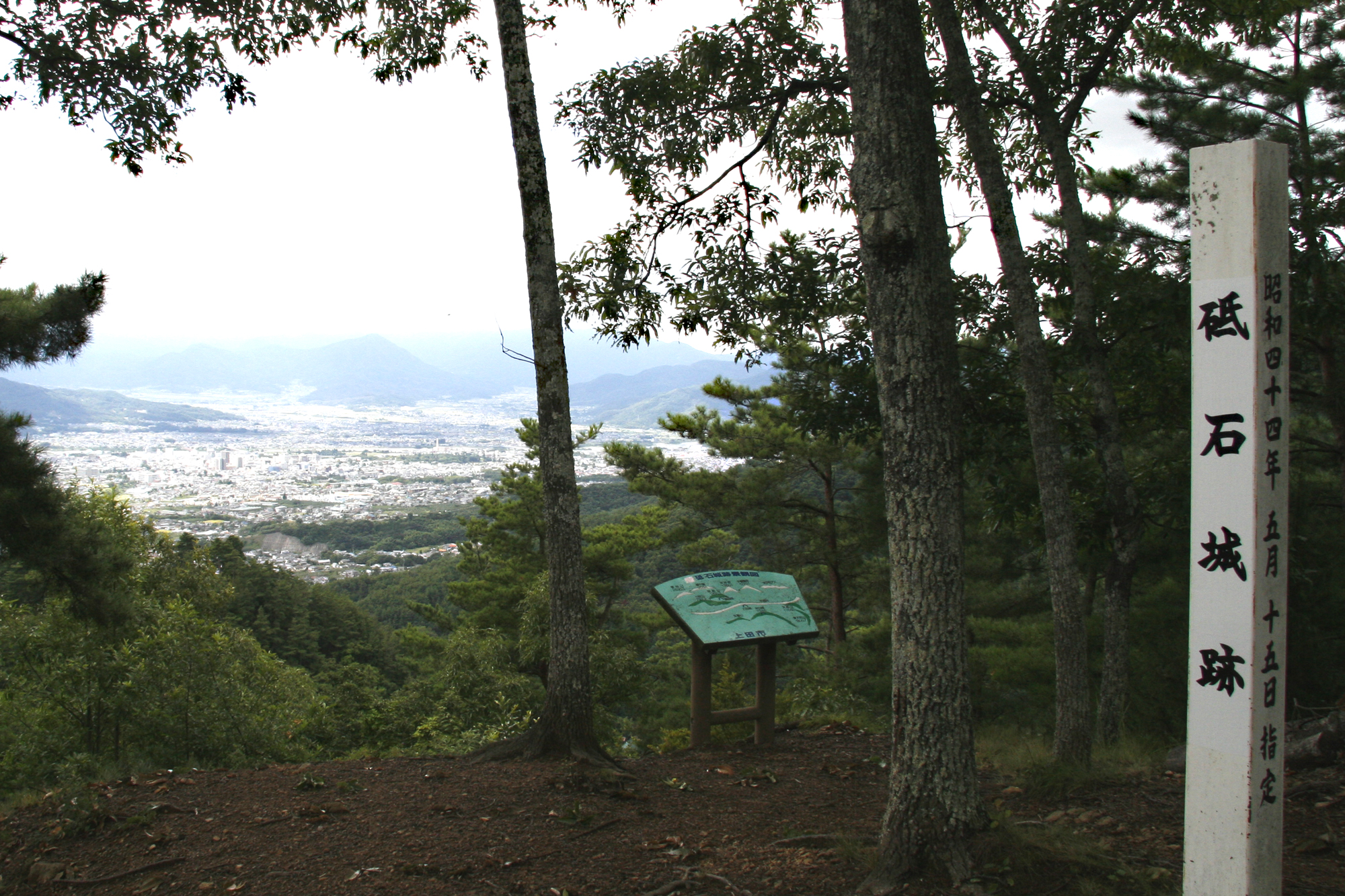
砥石城

砥石城は小城ではあったが、東西は崖に囲まれ、攻める箇所はその名のとおり砥石のような南西の崖しかないという城であった。砥石城攻めの際の武田軍の兵力は7000人、対する城兵は500名ほどでしかなかった。しかし城兵500人のうち、半数はかつて天文16年（1547年）に晴信によって攻められ、乱妨取りも行われた志賀城の残党であり、士気はすこぶる高かった。『甲陽軍鑑』によれば、砥石城に籠城する村上方には小県郡の国衆である楽巌寺雅方・布下仁兵衛がいる。また、『村上家伝』では真田幸綱の弟である矢沢綱頼（薩摩守、のち「頼綱」）も村上方に属していたとしている。
『高白斎記』によれば、9月9日、武田軍の足軽大将・横田高松の部隊が砥石のような崖を登ることで総攻撃が開始された。しかし城兵は崖を登ってくる武田兵に対して石を落としたり煮え湯を浴びせたりして武田軍を撃退した。『高白斎記』によれば、武田勢は9月晦日に攻略を断念し、10月1日に撤退戦を行うと殿軍に多大な被害が生じた。『勝山記（『妙法寺記』）』によれば、横田高松はこの合戦において「9月1日」に戦死したとしている。一方、砥石城攻めが開始されたのは『高白斎記』では9月9日と記しているため問題点が残され、『勝山記』は月の記述を誤り実際には横田は10月1日の撤退戦において戦死したと考えられている。なお、横田には子息がなかったため、足軽大将・原虎胤の子息である康景を養子に迎えている。
『甲陽軍鑑』巻九に拠れば、信玄の砥石城攻めに乗じて信濃守護・小笠原長時が塩尻峠を越えて諏訪郡へ侵攻した際の備えとして、小山田信有（出羽守）は武田信繁・穴山信友・日向是吉（大和守）が信濃下諏訪の塩尻口に派遣されたという。なお、甲斐都留郡の国衆である出羽守信有は同年4月から病床にあり、天文21年正月に死去しているため、砥石城攻めの際には参陣していなかったと考えられている。また、日向是吉は『甲陽軍鑑』によれば、砥石崩れ以後は同じ大和守を称し天正10年（1582年）の武田氏滅亡時には信濃国下伊那郡大島城を守備している子息の虎頭（玄徳斎）に記述が変わっており、是吉は砥石崩れにおいて戦死したとする説もある。
兵力においては圧倒的に優位であった武田軍であったが、堅城である砥石城と城兵の果敢な反撃の前に苦戦した。しかも武田軍が苦戦している間に、村上義清は対立していた高梨氏と和睦を結び、自らが2000人の本隊を率いて葛尾城から後詰（救援）に駆けつけて来たため、武田軍は砥石城兵と村上軍本隊に挟撃される。戦況不利を判断した晴信は撤退を決断するが、村上軍の追撃は激しく、この追撃で武田軍は1000人近い死傷者を出し（『妙法寺記』）、晴信自身も影武者を身代わりにしてようやく窮地を脱するという有様であったとまで言われている。
砥石城の戦いで武田方は大敗し、武田方は横田高松をはじめ郡内衆の小沢式部・渡辺伊豆守らおよそ1000人もの将兵を失った。京都・醍醐寺理性院の僧である厳助は信濃国伊那郡南原村の南原山文永寺（飯田市下久堅南原）に滞在しており、『厳助往年記』ではこの合戦による武田方の戦死者が5000人に及んだとする噂を記している。
砥石城の戦いは武田信玄の生涯において、上田原の戦いに次ぐ二度目の敗戦として知られる。『甲陽軍鑑』によると、武田家中ではこの合戦における敗退を「戸石くずれ」と呼称したという。

## 砥石城の落城

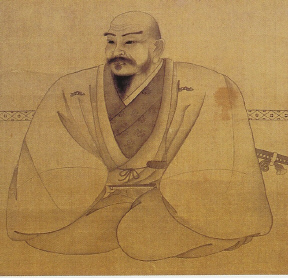
真田幸綱（幸隆）

『高白斎記』によれば、天文20年（1551年）5月26日には武田家臣・信濃先方衆の真田幸綱（幸隆）により砥石城は攻略される。
真田幸綱は信濃小県郡真田郷（上田市）を本拠とする国衆で、『甲陽軍鑑』によれば、海野平合戦において海野棟綱とともに上野へ亡命すると、甲斐において晴信への家督交代後に出仕し、天文16年（1547年）の山内上杉氏との小田井原の戦いにおいて活躍している。『高白斎記』によれば、天文19年の砥石城攻めでは、幸綱は村上方の埴科郡の国衆である清野氏・寺尾氏に対する調略を行っていたという。
『高白斎記』では天文20年の幸綱による砥石城攻略を「砥石ノ城真田乗取」と記しており、調略が用いられたと考えられている。後世の軍記物によれば真田一族・矢沢氏が幸綱に内通していたとされ、幸綱の弟にあたる矢沢綱頼が内通者であったとも考えられている。天文22年1月に、晴信は砥石城に在城する小山田虎満に対して戸石再興のために出陣すると伝えており、幸綱の「乗取」に際しては修築を必要とする火災など城郭に対する被害もあったと考えられている。
『高白斎記』によれば、晴信は同年6月1日に甲斐・若神子（山梨県北杜市須玉町若神子）まで出陣しているが、この時の本隊の動向は不明。7月2日に晴信は再び出陣している。これに対して佐久郡の国衆・岩尾大井氏の岩尾城主・岩尾行頼（弾正忠）は若神子まで出仕して晴信に降伏している。晴信は砥石城落城後に佐久郡の城郭を整備し、内山城に小山田虎満を配置して支配拠点とした。
天文22年（1553年）1月に晴信は「戸石再興」のために戸石方面に出陣し、この時点で砥石城には内山城を離れた小山田虎満が在城している。同年3月に晴信は深志城（松本城、長野県松本市）に終結すると小笠原氏の諸城を落とし、村上方の国衆も武田方に臣従した。村上義清は同年4月6日に本拠の葛尾城を放棄して越後国の長尾景虎（上杉謙信）を頼り亡命した。義清、高梨政頼等の信濃北東部の国人が越後の長尾景虎を頼ったことから、武田・長尾（上杉）間で信濃北部の川中島四郡をめぐる川中島の戦いへと発展していく。